# Sandro Vannucci
Sandro Vannucci (Pisa, 11 febbraio 1950) è un giornalista e conduttore televisivo italiano.
Già inviato di guerra per il TG1, deve la sua popolarità televisiva ai sei anni di conduzione di Linea Verde.

## Biografia
Compie i suoi studi a Firenze, prima con la maturità classica e poi con la laurea in Giurisprudenza. Dal 1975 è ricercatore nell'Istituto di Diritto Pubblico con Paolo Barile ed Enzo Cheli. Per la Fondazione Agnelli studia presso il Congressional Research Service di Washington e pubblica un saggio su "Gli apparati informativi del Congresso degli Stati Uniti d'America".
Partecipa agli studi per la Riforma del sistema Radiotelevisivo del 1976 e nel 1978 entra alla Rai come giornalista della Sede di Firenze dove collabora attivamente a tutta la fase sperimentale di Rai Tre. È autore di numerosi speciali per la rubrica del Tg1 Tam Tam e per Tg2 Dossier. Nel 1985 a Milano collabora con la prima edizione di Linea Diretta di Enzo Biagi. Nel 1987 viene chiamato al Tg1 come inviato. Collabora a Viaggio intorno all'uomo di Sergio Zavoli e alla nascente Uno Mattina.
Tra il 1988 e il 1993 è corrispondente di guerra per il Tg1 dalla Russia, dal Golfo e dal SudAfrica e poi dalla ex Jugoslavia, Somalia, Mozambico e Angola.
Nel 1994 esordisce come conduttore tv, succedendo a Federico Fazzuoli alla guida di Linea verde, ogni domenica mattina su Raiuno; sarà tale esperienza a rendere noto al grande pubblico Vannucci, che resterà al timone del programma fino al 1999 portandolo ai massimi livelli di ascolto mai raggiunti: a riprova della grande popolarità il suo stile verrà ripreso, come parodia, nella stagione 1998-1999 di Mai dire Gol con il personaggio Putignani interpretato da Maurizio Crozza. 
Nel 1997 ha scritto in collaborazione Ritratti di famiglia. I cento volti della solitudine e della violenza nel chiuso della vita familiare. Ha fondato ed è stato per tre anni (dal 1997 al 1999) direttore editoriale del mensile RCS Verde Oggi: con molti articoli e saggi di carattere storico e di cultura materiale riserva una costante attenzione alla cultura del vino e dell'olio. Nella primavera del 1999 conduce insieme a Milly Carlucci la trasmissione La casa dei sogni, il giovedì in prima serata su Raiuno.
Nel 2000 conduce il programma di storia dell'alimentazione Gustibus, 10 puntate il lunedì in prima serata su Raitre. È poi tornato al Tg1, lasciandolo per alcuni programmi di carattere storico e per una serie di cinque puntate per La storia siamo noi di Gianni Minoli su "La storia del vino in Italia". Si occupa poi per Rai World del portale Italiafghanistan sulla presenza delle truppe italiane in quel paese dove realizza anche due documentari Afghanistan 2011. Herat In Transition e Per Le Donne di Herat.
Quando lascia la Rai per raggiunti limiti d'età, continua ad occuparsi di natura, agricoltura, alimentazione ed enologia e della ricerca, ripristino e valorizzazione delle vie verdi con particolare attenzione all'antica Via Clodia. In seguito, l'esperienza maturata nell'ambito delle vie verdi e delle antiche strade da recuperare per camminatori ciclisti e cavalieri, lo porta a costituire il Comitato Promotore San Michele — Cammino di Cammini, che individua un tracciato che collega la Sacra di San Michele in Val di Susa al Santuario di San Michele Arcangelo a Monte Sant'Angelo sul Gargano passando per Castel Sant'Angelo in Roma. Sono 1530 Km in dal nord-ovest al sud-est d'Italia prosecuzione dello Chemin de Saint Michel che arriva da Mont-Saint-Michel in Normandia attraverso la Francia e che costituisce la parte "camminabile" della Linea di San Michele che unisce 7 santuari dedicati a San Michele da un'isoletta al sud dell'Irlanda al monte Carmelo sopra Haifa in Israele. Il Comitato Promotore San Michele Cammino di Cammini ETS di cui è Presidente dal  2018 entra nel Reseau Europeen des Sites et des Chemins de Saint-Michel di cui è nominato Vice Presidente. Fa parte di varie altre associazioni interessate al turismo lento e delle vie della transumanza come Transumans Trail & Rural Road riconosciuta dal Consiglio d'Europa.  

## Televisione
- Linea verde (Rai 1, 1994-1999)
- La casa dei sogni (Rai 1, 1999)
- Gustibus (Rai 3, 2000)

## Pubblicazioni
- Gli apparati informativi del Congresso degli Stati Uniti d'America, Sandro Vannucci Torino: Fondazione Giovanni Agnelli, 1978
- A spasso con Linea verde Sandro Vannucci, Roma: RAI-ERI, 1997
- Lungo i tratturi del Molise con Sandro Vannucci a cura di Carlo Monti Novara: De Agostini; Roma: Rai-ERI, 1998
- Ritratti di famiglia: i cento volti della solitudine e della violenza nel chiuso della vita familiare, Betty Barsantini, Sandro Vannucci; fotografie di Derno Ricci, Firenze: Polistampa, 1997
- La giostra del tempo: a spasso nel 1600 con la Quintana di Foligno, Sandro Vannucci, Marco Mattolini. DVD Roma: RAI-ERI; Foligno: Ente autonomo giostra della Quintana, 2004
- Storia dell'Olio in L'Ulivo e l'Olio, Coltura & Cultura 2008[3]